# Anton Faistauer

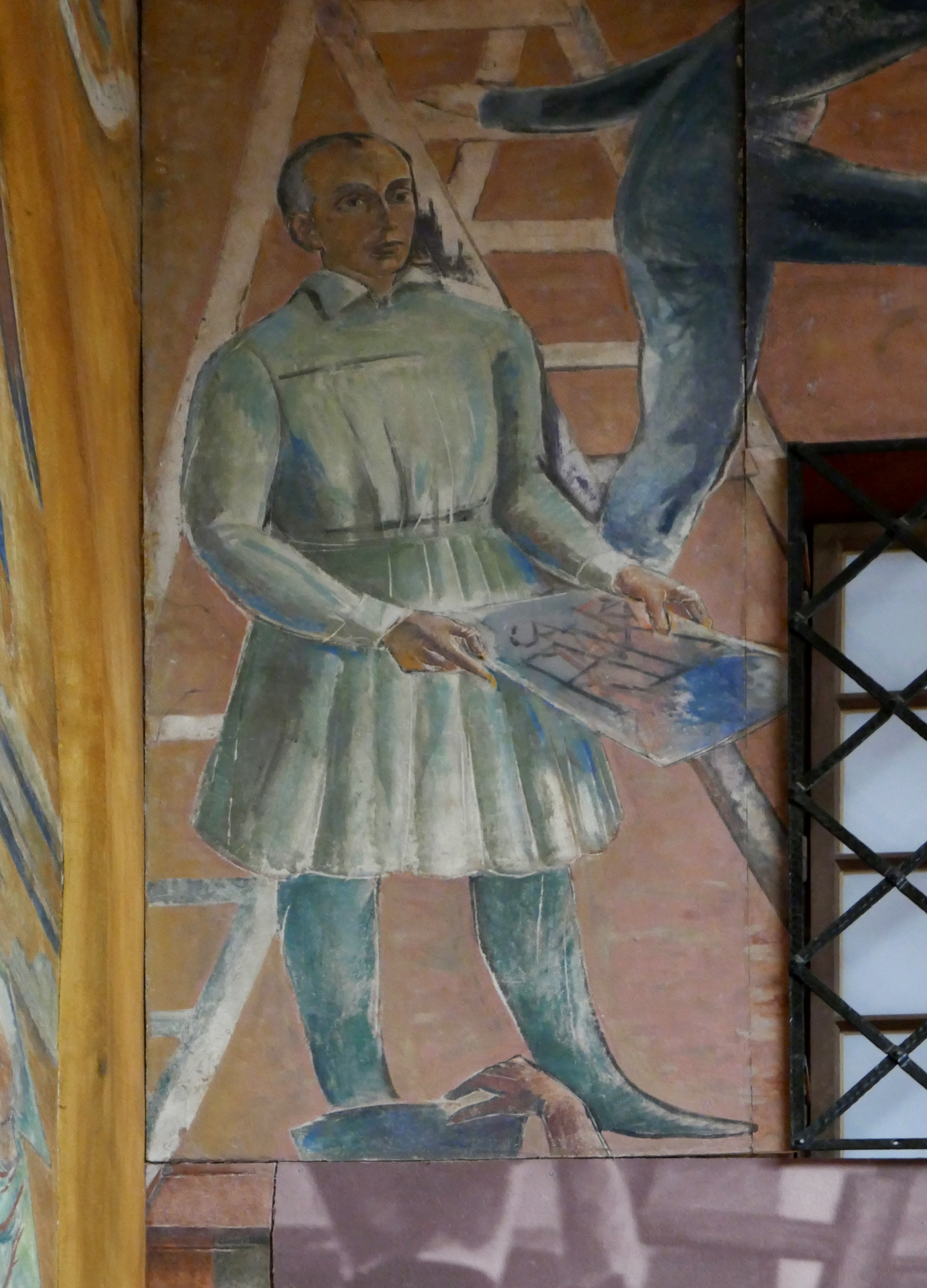
Självporträtt i Haus für Mozart.

Anton Faistauer, född 14 februari 1887 i Sankt Martin bei Lofer, död 13 februari 1930 i Wien, var en österrikisk målare.
Faistauer var son till en bonde. Han besökte ett gymnasium i Bolzano och började där med måleriet. Mellan 1904 och 1906 besökte han en målarskola i Wien där R. Scheffers var hans lärare. Han fortsatte sitt studium fram till 1909 vid Akademie der bildenden Künste Wien och han undervisades där bland annat av Christian Griepenkerl. Tillsammans med kamraterna Egon Schiele, Anton Kolig och Franz Wiegele var han missnöjd med akademins sedvänja och de etablerade en ny konstnärsförening med namnet Neukunstgruppe.
Faistauer var 1919 aktiv i Salzburg och 1926 åter i Wien. Till hans verk från denna tid räknas flera färgglada Stilleben och han började måla Al fresco i olika byggnader. Fram till första världskriget hade han utställningar i Wien, Budapest, München och Köln. Efter några ekonomisk problematiska år fick han 1922 ett stort uppdrag. För kyrkan i ortsdelen Morzg i södra Salzburg skapade han Al frescomålningar. Han är mest känd för Al frescomålningarna i en byggnad som var säte för Festspelen i Salzburg (idag Haus für Mozart). Freskerna togs bort 1938 efter nazisternas maktövertagande och de återskapades senare på målarduk.